# Dreamin' Man Live '92
Albums de Neil Young
The Archives Vol. 1 1963-1972
(2009) Le Noise
(2010)
Dreamin' Man Live '92 est un enregistrement en public de Neil Young sorti en 2009.

## Historique
Dreamin' Man Live '92 a été enregistré lors de la tournée de promotion de l'album Harvest Moon en 1992.
Sorti en 2009, il fait partie des "Neil Young Archives Performance Series", disque 12.

## Titres
Tous les titres sont de Neil Young.
1. Dreamin' Man – 5:03 - Portland OR, 24 janvier 1992
2. Such a Woman – 4:59 - Detroit, 20 mai 1992
3. One of These Days – 4:59 - Los Angeles, 21 septembre 1992
4. Harvest Moon – 5:26 - Los Angeles, 21 septembre 1992
5. You And Me – 4:01 - Los Angeles, 21 septembre 1992
6. From Hank to Hendrix – 4:47 - Los Angeles, 21 septembre 1992
7. Unknown Legend - 5:31 - Los Angeles, 21 septembre 1992
8. Old King – 3:10 - Los Angeles, 22 septembre 1992
9. Natural Beauty – 11:26 - Chicago, 19 novembre 1992
10. War of Man – 6:27 - Minneapolis, 22 novembre 1992

## Musicien
- Neil Young – chant, guitare, harmonica, piano, banjo